# Zambrana (concejo)
Zambrana es un concejo del municipio de Zambrana, en la provincia de Álava, País Vasco (España).

## Despoblado
Forma parte del concejo el despoblado de:
- La Torre.[1]

## Demografía
| Gráfica de evolución demográfica de Zambrana entre 2000 y 2017 |
|                                                                |
| Población de derecho según los censos de población del INE.    |